# والتر بوله
والتر بوله (به آلمانی: Walter Buhle) (۲۶ اکتبر ۱۸۹۴ – ۲۸ دسامبر ۱۹۵۹) نظامی بلندپایه آلمانی در دوره رایش سوم بود که در جریان جنگ جهانی دوم عموما در جایگاه‌های عالی ستادی از جمله ریاست دفتر تسلیحات نیروی زمینی خدمت کرد.

## زندگی‌نامه
والتر بوله روز ۲۶ اکتبر سال ۱۸۹۴ در هایلبرون در پادشاهی وورتمبرگ متولد گشت. روز ۱۰ ژوئیه سال ۱۹۱۳ به عنوان افسر محصل وارد نیروی زمینی امپراتوری آلمان شد. ماه اوت سال ۱۹۱۴، هنگام شعله‌ور شدن جنگ جهانی اول، با درجه ستوان دومی خدمت خدمت خود را آغاز نمود. بوله غالباً با هنگ‌های ۱۲۴ پیاده‌نظام در لورن و ۱۲۶ فوسیلیر در جبهه شرقی میدان‌های نبرد را تجربه کرد. ماه ژوئن سال ۱۹۱۵ به شدت مجروح گردید. پس از بهبودی دوره آموزشی خمپاره‌انداز را گذراند و تا پایان جنگ در یک گردان خمپاره‌انداز خدمت نمود.
پس از جنگ به عنوان افسر مخابرات در هنگ ۱۳ پیاده‌نظام رایشسور در لودویگسبورگ به انجام وظیفه ادامه داد. سپس به هنگ ۱۸ سواره‌نظام وورتمبرگ منتقل شد. در این زمان دوره ستاد کل را گذراند. پس از تحصیل در رشته سیاست در برلین در سال ۱۹۲۵ و ۱۹۲۶، تا سال ۱۹۳۰ در وزارت دفاع و گروه فرماندهی ۱ در این شهر مشغول به کار گشت. در این مدت در سال ۱۹۲۶ به درجه سروانی نائل آمد. بوله تا سال ۱۹۳۲ یک گروهان را در هنگ ۱۳ پیاده‌نظام فرماندهی نمود. سپس به وزارت دفاع بازگشت و در بخش سازمان‌دهی قرار گرفت. سال ۱۹۳۳ به درجه سرگردی و سال ۱۹۳۶ به درجه سرهنگ دومی ترفیع یافت. بوله گردان ۲ هنگ ۸۷ پیاده‌نظام را در شمال غربی بایرن بین ماه‌های اکتبر سال ۱۹۳۶ تا اکتبر ۱۹۳۷ فرماندهی کرد. از این زمان تا ماه نوامبر سال ۱۹۳۸ افسر نخست (عملیات‌ها) منطقه نظامی شماره ۵ در اشتوتگارت بود. در این هنگام به ستاد کل نیروی زمینی منتقل شد. بوله اوایل سال ۱۹۳۹ به درجه سرهنگ تمامی ارتقا پذیرفت و با داشتن دانش و مهارت فنی در زمینه تسلیحات، پنج روز پیش از آغاز جنگ جهانی دوم، به ریاست بخش سازمان‌دهی فرماندهی عالی نیروی زمینی منصوب گشت. بوله که افسر وفاداری به حساب می‌آمد، سال ۱۹۴۰ به درجه سرتیپی و سال ۱۹۴۲ به درجه سرلشکری ترفیع یافت.

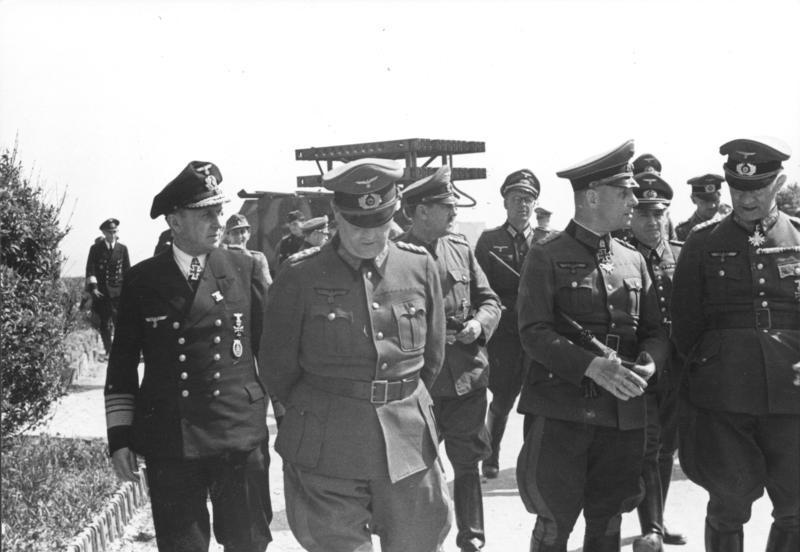
نفر دوم از چپ در کنار فیلدمارشال اروین رومل، رزمایش نیروها در ساحل اقیانوس اطلس، شمال فرانسه، مه ۱۹۴۴

با قرار در جایگاه ریاست ستاد نیروی زمینی در فرماندهی عالی ورماخت در ماه ژانویه سال ۱۹۴۲، مسئولیت بزرگ‌تری بر دوش او قرار گرفت. با توجه به دخالت‌هایی که در کار دیگران می‌کرد، بوله مورد علاقه دیگر ژنرال‌ها نبود. بوله با گذر از فیلدمارشال ویلهلم کایتل، رئیس فرماندهی عالی ورماخت و مافوق خود، مستقیما با آدولف هیتلر ارتباط شخصی برقرار کرد. با توجه به اعتمادی در هیتلر نسبت به خود ایجاد کرد، بوله روز ۱ آوریل سال ۱۹۴۴ به درجه سپهبدی (ژنرال پیاده‌نظام) ترفیع درجه گرفت. گفته می‌شود هیتلر حتی قصد داشته است بوله را جایگزین ارتشبد کورت سایتسلر در ریاست ستاد کل نیروی زمینی کند تا این که در انفجار بمب در مقر پیشوا در جریان کودتای ۲۰ ژوئیه به شدت زخمی شد و مدتی را در بیمارستان بستری بود. به هر صورت ماه ژانویه سال ۱۹۴۵ به دستور هیتلر در جایگاه ریاست دفتر تسلیحات نیروی زمینی نشست. به هر صورت با وجود تلاش فراوان بوله، در این زمان در اثر شرایط جنگی و خسارات وارد آمده در اثر بمباران‌های متفقین، امکان تامین مناسبت نیروهای میدانی وجود نداشت. بوله به شکل تصادفی دفتر خاطرات دریاسالار ویلهلم کاناریس، رئیس بخش ضد اطلاعات نیروی زمینی را یافت که در آن شواهد روشنی از مشارکت او در کودتای ۲۰ ژوئیه کشف شد و به اعدام کاناریس انجامید.
بوله در پایان جنگ به اسارت متفقین درآمد و سال ۱۹۴۷ آزاد شد. پس از جنگ در اشتوتگارت سکنی گزید. سپهبد والتر بوله در نهایت روز ۲۸ دسامبر سال ۱۹۵۹ درگذشت.